# براك النون
براك ناصر فلاح النون أبو حقطه من مواليد دولة الكويت في عام 1944 ، نائب سابق، شارك لأول مرة في انتخابات مجلس الأمة الكويتي عام 1985 وفاز بالعضوية، كما شارك بانتخابات المجلس الوطني الكويتي عام 1990 وفاز بالعضوية، كما شارك في الفصل التشريعي العاشر عام 2003 وفاز بالعضوية عن الدائرة الخامسة عشر - العمرية - وحصل علي (2267) صوت، وجاء بالمركز الثاني، حاصل علي شهادة الدكتوراه في الاقتصاد.

## نبذ عن مناصبه
- عضو المجلس الوطني الكويتي 1990.
- عضو لجنة شؤون البلدية (المجلس البلدي).
- عضو المجلس الاعلى للتخطيط.
- عضو المجلس الاعلى للمحافظات.
- عضو اللجنة المركزية بالحلف التعاوني الدولي.
- الامين العام المساعد للاتحاد التعاوني العربي.
- رئيس مجلس إدارة اتحاد الجمعيات التعاونية الانتاجية الزراعية.
- رئيس مجلس إدارة الجمعية التعاونية للثروة الحيوانية.

## مواقفه في مجلس الأمة
| الكتل                                                    | مستقل                        |
| اللجان                                                   | لجنة الشؤون الداخلية والدفاع |
| إحالة قانون الدوائر إلى عشر إلى المحكمة الدستورية (2006) | موافق                        |
| تقليص الدوائر إلى خمس (2006)                             | ضد تقليص الدوائر إلى خمس     |
| حقوق المرأة السياسية (2005)                              | رافض القانون                 |
| طلب طرح الثقة بالجارالله (2005)                          | لا موقف رسمي                 |
| طرح الثقة بالنوري (2004)                                 | معارض لطرح الثقة             |